# Eupithecia eriguata
Eupithecia eriguata är en fjärilsart som beskrevs av Jules Pièrre Rambur 1866. Eupithecia eriguata ingår i släktet Eupithecia och familjen mätare. Inga underarter finns listade i Catalogue of Life.